# Wojgieliszki
Wojgieliszki (lit. Vaigeliškės) − wieś na Litwie, w rejonie wileńskim, 3 km na południowy wschód od Duksztów i 6 km na północny zachód od Suderwy, zamieszkana przez 37 ludzi. Wieś znajduje się przy Lesie Duksztańskim, przy Wilejskim Parku Regionalnym. We wsi znajduje się pomnik przyrodniczy - Dąb w Wojgieliszkach. Na zachodzie znajdują się oplecone legendami pola Łatwiszczane, oraz kamień z odbiciem stopy św. Marii.

## Nazwa
Prawdopodobnie nazwa wsi pochodzi od rzeczki Wajgoła. 

## Historia
W dwudziestoleciu międzywojennym leżały w Polsce, w województwie wileńskim, w powiecie wileńsko-trockim, w gminie Mejszagoła. W 1931 miejscowość liczyła 54 mieszkańców, zamieszkałych w 11 budynkach.
Po II wojnie światowej w granicach Związku Sowieckiego. Od 1991 na niepodległej Litwie.